# Statisch moment
Het statisch moment of eerste orde oppervlaktemoment van een homogeen en regelmatige doorsnede, bijvoorbeeld een rechthoek, kan berekend worden als de vermenigvuldiging van het oppervlak en de y-coördinaat van het zwaartepunt (liggend op de neutrale lijn). 
{\displaystyle \ S_{z}=A\cdot y_{Zw}}
Het statisch moment van de dwarsdoorsnede van een balk wordt in de constructieleer gebruikt, bijvoorbeeld om de schuifspanning te berekenen met de formule van Jourawski:
{\displaystyle \tau ={\frac {T\cdot S}{b\cdot I}}}
met:
- {\displaystyle T} = dwarskracht in de doorsnede
- {\displaystyle S} = statisch moment
- {\displaystyle b} = breedte van de balk
- {\displaystyle I} = oppervlaktetraagheidsmoment

## Wiskundige definitie

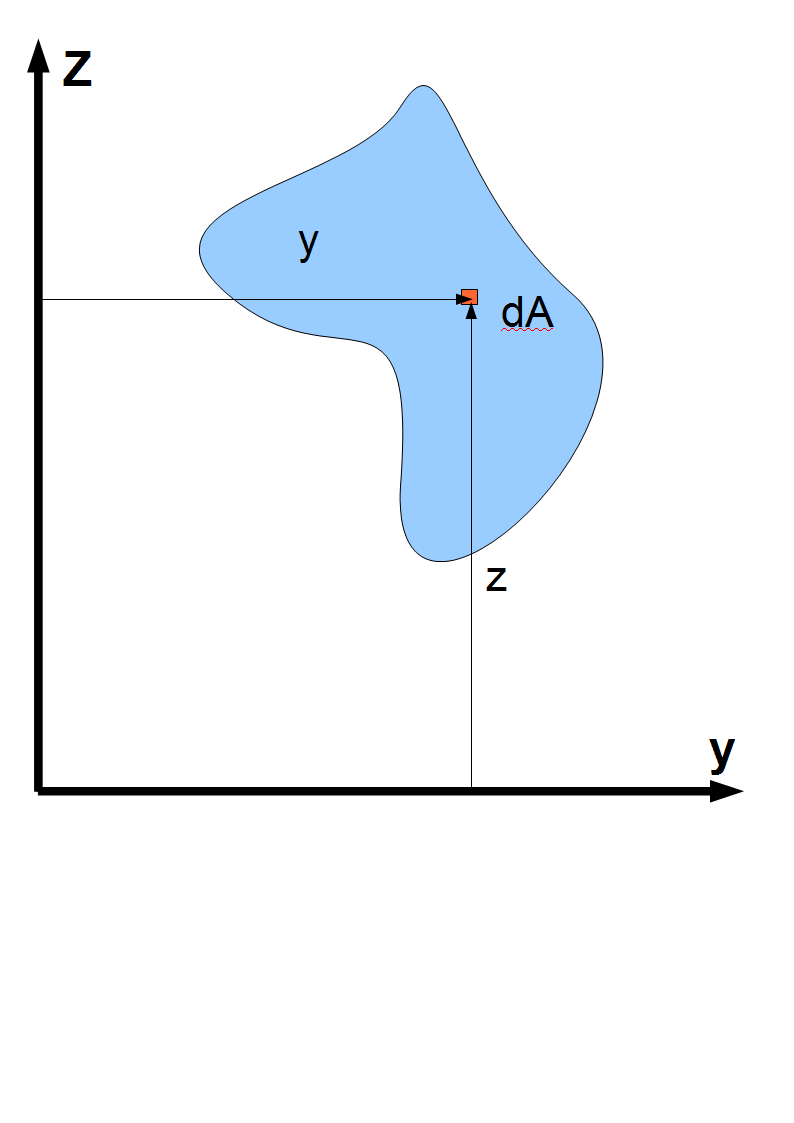
Berekenen van het statisch moment van een willekeurige oppervlakte

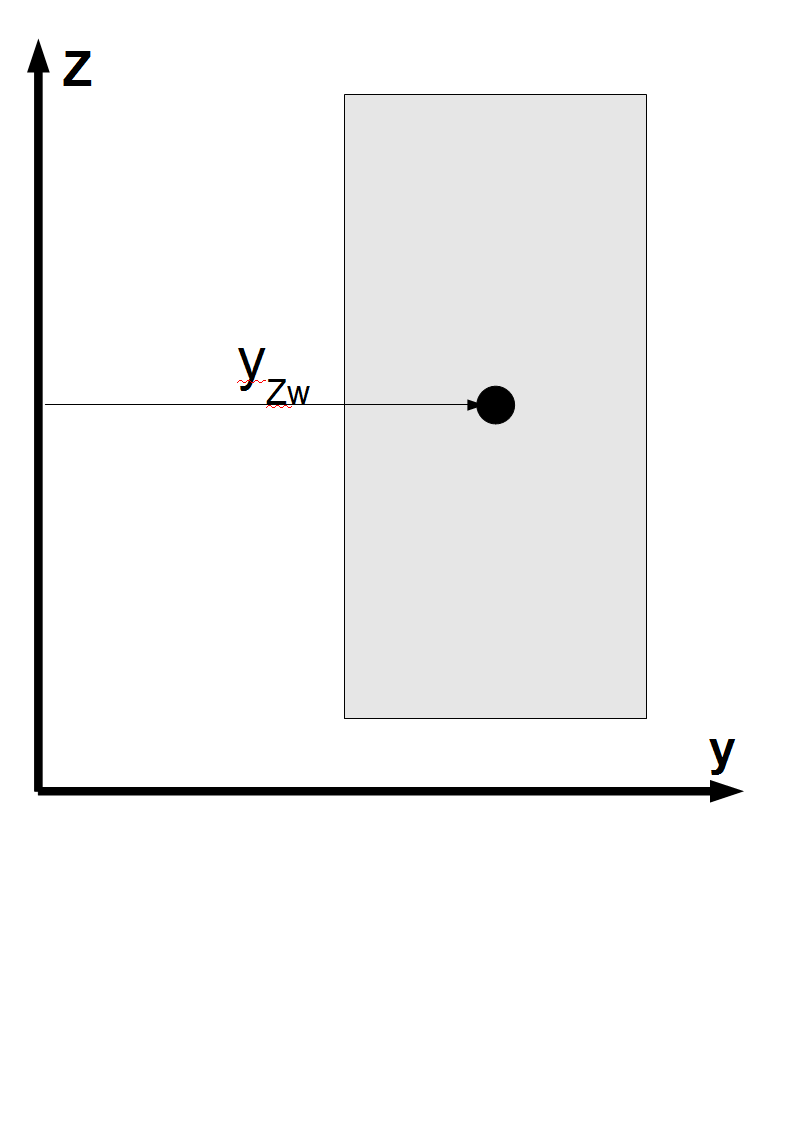
Het statisch moment als het zwaartepunt gekend is.

De statische momenten van het dwarsoppervlak t.o.v. de z-as en y-as zijn:
{\displaystyle \ S_{z}=\int _{A}{y\cdot dA}}
{\displaystyle \ S_{y}=\int _{A}{z\cdot dA}}
waarbij over het gehele dwarsoppervlak geïntegreerd wordt.
In sommige, op technische toepassingen gerichte, literatuur wordt de formule gedefinieerd als:
{\displaystyle \ S_{z}=\int _{A}{z\cdot dA}}
{\displaystyle \ S_{y}=\int _{A}{y\cdot dA}}

## Eigenschappen
Indien de oorsprong van het gekozen assenstelsel samenvalt met het zwaartepunt, dan zijn alle statische momenten rond assen door de oorsprong nul. Voor {\displaystyle S_{z}} geïntegreerd over {\displaystyle y}, is het intuïtief duidelijk dat hoe verder het oppervlak zich van de {\displaystyle z}-as bevindt (met andere woorden: hoe groter {\displaystyle y}) hoe groter het moment zal zijn;
- Indien de doorsnede uit meerdere onderdelen (bijvoorbeeld cirkels, rechthoeken, driehoeken) bestaat waarvan zowel het oppervlak als het massamiddelpunt bekend zijn, is het statisch moment van de som van de onderdelen totaal gelijk aan de som van de statische momenten van de onderdelen (zie Superpositie (natuurkunde)).
- Driedimensionale vormen zoals piramide, kegel en bol bezitten eveneens een statisch moment.